# Åke Hasselrot
Carl Åke Hasselrot, född den 3 augusti 1909 i Stockholm, död där den 21 december 1997, var en svensk jurist och ämbetsman. Han var son till Per Hasselrot och måg till Erik Stridsberg.
Hasselrot avlade juris kandidatexamen vid Stockholms högskola 1933 och genomförde tingstjänstgöring 1933–1936. Han blev byråsekreterare vid Överståthållarämbetet 1942, var tillförordnad stadsfiskal i Stockholm 1942–1944, blev förste byråsekreterare vid Överståthållarämbetet 1946, assessor 1947 och biträdande kriminalpolisintendent 1948. Hasselrot var polisintendent 1949–1965 och polisöverintendent 1965–1974. Han blev riddare av Vasaorden 1952 och kommendör av Nordstjärneorden 1965. Hasselrot vilar på Norra begravningsplatsen utanför Stockholm.